# Argyrolobium lunare
Argyrolobium lunare är en ärtväxtart som först beskrevs av Carl von Linné, och fick sitt nu gällande namn av George Claridge Druce. Argyrolobium lunare ingår i släktet Argyrolobium och familjen ärtväxter. Inga underarter finns listade i Catalogue of Life.